# Pueblo General Belgrano
Pueblo General Belgrano é uma junta de governo da província de Entre Ríos, na Argentina.